# Экономика Латвийской ССР
Экономика Латвийской ССР — составная часть экономики СССР. Территория Латвийской ССР входила в Прибалтийский экономический район.
По оценке ИМЭМО РАН, в 1990 году по ВВП на душу населения Латвия занимала 40-е место в мире.

## Историческая справка

### Преобразования в экономике в 1940—1941 гг.
После установления в Латвии Советской власти был введён 8-часовой рабочий день, разрешена деятельность профсоюзов и на 15-20 % увеличена заработная плата рабочим и служащим.
22 июля 1940 года был принят закон о национализации крупных промышленных и строительных предприятий, а также частных банков и земли.
В сельском хозяйстве было произведено перераспределение земельного фонда, в результате 52 тыс. безземельных крестьян получили 525 тыс. га земли, а 23 тыс. малоземельных крестьян — ещё 75 тыс. га земли. Задолженность крестьянских хозяйств в размере 350 млн рублей была аннулирована, на территории республики были созданы 50 МТС и 500 машиннопрокатных пунктов.

### Ущерб экономике Латвийской ССР в 1941—1944 годы
Общий ущерб экономике Латвийской ССР в период немецкой оккупации оценивается в 20 млрд. советских рублей (в довоенных ценах). В руины были превращены города Елгава, Даугавпилс, Резекне, Балвы, Валмиера, разрушены и взорваны практически все электростанции и ряд промышленных предприятий, 550 мостов, 1990 км железнодорожных путей (более 62 % от их общей протяжённости). Был вывезен и выведен из строя практически весь железнодорожный подвижной состав; похитили, вывезли в Германию и вывели из строя сельхозмашины и инвентарь совхозов и МТС; конфисковали 800 тыс. голов крупного рогатого скота, 500 тыс. свиней и свыше 100 тыс. лошадей.
Из 1586 школ, действовавших на территории Латвии в 1940/1941 учебном году, в период немецкой оккупации было сожжено и полностью разрушено 435 (тем не менее, уже к началу 1945/1946 учебного года было восстановлено 1448 школ, а количество учителей вышло на довоенный уровень).

### Экономика Латвийской ССР после 1944 года
В соответствии с пятилетним планом восстановления и развития народного хозяйства СССР на 1946—1950 годы в Латвийской ССР начались индустриализация, преобразование народного и сельского хозяйства.
- приоритетным направлением являлось восстановление и развитие предприятий тяжёлой промышленности: в этот период были восстановлены и модернизированы Рижский вагоностроительный, Даугавпилсский паровозовагоноремонтный, Рижский судоремонтный завод, Лиепайский завод «Сарканайс металургс», «Радиотехника».
- одновременно были восстановлены и модернизированы предприятия лёгкой промышленности: текстильные фабрики «Большевичка», «Засулаука мануфактура», «Ригас мануфактура», Елгавская льнопрядильная фабрика.

В результате, в 1947 году объём валовой продукции промышленности превысил довоенный уровень 1940 года на 28 %, в 1948 году — на 81 %, в 1950 году — в три раза, а в 1975 году — в 37 раз.

## Промышленность
В послевоенные десятилетия было построено свыше 200 новых промышленных предприятий и крупных цехов. Изменилась структура промышленности: определяющее значение приобрели машиностроение и металлообработка. Промышленность развивалась по пути концентрации — 55 % продукции выпускали предприятия, насчитывающие более 1 000 рабочих.
В 1972 году промышленность давала 66 % совокупного общественного продукта и 55 % национального дохода. Общесоюзное значение имели транспортное машиностроение, электротехническая радиопромышленность, приборостроительная, трикотажная, мясо-молочная, рыбная промышленность.
В 1990 году доля промышленности в структуре ВВП Латвии составляла 30 %.

### Металлургия
Лиепайский завод передельной металлургии «Сарканайс металургс» (построенный в 1899 году) был реконструирован после окончания войны и в 1970-е годы производил сталь и стальной прокат из металлолома. На рубеже 1987—1988 годов была начата реконструкция завода, в соответствии с которой предполагалось перейти на производство стали в новой электроплавильной печи производительностью 0,5 млн т. стали в год, установить новые кислородные конвертеры, агрегаты для непрерывной разливки стали и обработки стального проката.
В Риге также работал Завод цветного литья и литейные цеха на разных предприятиях.

### Машиностроение
Машиностроение являлось основной отраслью промышленностью республики, центрами отрасли являлись Рига, Даугавпилс, Елгава, Лиепая. Были развиты электротехническая, энергетическая, радиоэлектронная отрасли промышленности, производство средств связи и приборостроение, транспортное, автомобильное и сельскохозяйственное машиностроение.
В послевоенные годы были восстановлены национализированные перед войной предприятия, а также построены новые:
- в Риге: Рижский электротехнический завод (ВЭФ), вагоностроительный, радиозавод им. Попова, мотозавод «Саркана звайгзне», судоремонтный, заводы сельскохозяйственного машиностроения в Риге и Лиепае, Рижский электромашиностроительный завод, Рижский дизелестроительный завод, завод «Автоэлектроприбор», производственное объединение микроприборов «Альфа», Ригахиммаш, Рижский научно-исследовательский институт радиоизотопного приборостроения «РНИИРП», завод «Гидрометприбор», метизный завод, завод технологической оснастки, электроламповый завод, светотехнический завод, Рижский автобусный завод («РАФ», с новым производством в Елгаве), производственное объединение «Straume», Рижский 85-й завод гражданской авиации;
- в Лиепае: завод сельскохозяйственного машиностроения «Лиепайсельмаш» (1954);
- в Вентспилсе: завод вентиляторов;
- в Даугавпилсе: завод электроинструментов и мотовелоцепей «Мотовелоцепь»;
- в Резекне: завод строительных электроинструментов; завод доильных установок;
- в Тукумсе: завод по ремонту строительных и дорожных машин.

### Химическая промышленность
Центрами химической промышленности являлись Даугавпилс, Олайне, Рига, Добеле.
В 1960-е годы были реконструированы и расширены Рижский лакокрасочный завод и Рижский химико-фармацевтический завод, построены несколько заводов бытовой химии, а также крупные предприятия:
- завод химического волокна им. Ленинского комсомола в Даугавпилсе (построен в 1960—1964);
- заводы «Свайгумс» и «Аэрозоль» в Риге;
- завод «Биохимреактив», завод пластмасс, фармацевтический завод в Олайне;
- Валмиерский завод стекловолокна;
- Опытный биохимический завод в Ливаны, в 1971 г. здесь был открыт цех лизина, производившегося по технологии академика Риты Кукайн.

#### Ущерб экологии Латвии
В 1950-80-е годы с различных предприятий советской Латвии, преимущественно с Рижского нефтеперерабатывающего завода в район Инчукалнса вывозились и сливались в песчаные карьеры отходы производства медицинских и парфюмерных масел — сернокислый гудрон. Эта бездумная хозяйственная деятельность привела к тому, что Латвийской Республике потребовалось обеспечить финансирование работ по срочной санации загрязнённых территорий, для предотвращения отравления ядовитыми грунтовыми водами реки Гауя, впадающей в Рижский залив.
В 2017 году на проведение работ по санации Инчукалнских гудронных прудов, окружающей территории и откачку загрязнённых грунтовых вод было выделено 29,3 миллиона евро. Работы по санации Южного пруда планируется завершить к февралю 2021 года. Пока работы не будут завершены, будет вестись постоянный мониторинг поверхностных, подземных вод и воздуха.

### Лесная промышленность
В послевоенные годы были реконструированы и построены предприятия лесной, бумажной и деревообрабатывающей промышленности, находящиеся главным образом в Риге, Даугавпилсе, Лиепае и Кулдиге.
Крупнейшие предприятия:
- Болдерайский комбинат по комплексной переработке древесины;
- Слокский целлюлозно-бумажный комбинат;
- Латвийское фанерное производственное объединение:
- Ливанский экспериментальный домостроительный комбинат по производству сборных коттеджей.

### Промышленность строительных материалов
В послевоенные годы были реконструированы цементно-шиферные заводы в Риге и Броцены, построен ряд заводов по производству железобетонных конструкций и домостроительных комбинатов.
Производство стройматериалов (цемент, шифер, стекло, кирпич и другое) было сосредоточено в Риге, Валмиере, Лиепае, Резекне, Даугавпилсе; также была развита фарфоро-фаянсовая промышленность и керамика. Крупнейшие предприятия:
- Броценский цементно-шиферный комбинат,
- завод железобетонных конструкций в Гаркалне;
- завод железобетонных конструкций в Екабпилсе;
- Сауриешский завод гипсовых изделий;
- завод строительных материалов в Огре;
- Рижский трест крупнопанельного домостроения;
- Рижский завод мостовых конструкций;
- кирпичный завод «Лоде»;
- завод по производству газобетона в Вангажи.

### Лёгкая промышленность
Из отраслей лёгкой промышленности были развиты текстильная, трикотажная, швейная, кожевенная, меховая и обувная; центрами отрасли являлись Рига, Елгава, Лиепая, Даугавпилс, Огре. Крупнейшие предприятия:
- прядильно-трикотажный комбинат в городе Огре (крупнейший в Европе);
- Лиепая: галантерейный комбинат «Лаума» (построен в 1972 году);
- Ригас адитайс;
- производственное объединение «Мара»;
- Ригас текстилс;
- Ригас апгербс;
- производственное объединение «Сарканайс ритс»;
- Даугавпилсский завод химического волокна;
- Ригас мануфактура.

Широко была известна продукция рижского парфюмерно-косметического производственного объединения «Дзинтарс».
Кроме того, были развиты художественные промыслы: обработка кожи, янтаря, резьба по дереву, вышивка.

### Пищевая промышленность
Главными отраслями пищевой промышленности были мясо-молочная (Рига, Валмиера, Лиепая, Резекне, Даугавпилс) и рыбная (Рига, Вентспилс, Лиепая).
Работа крупных предприятий рыбной промышленности опиралась на мощный промысловый флот. Более 80 % рыбы поступало от экспедиционного лова в Атлантическом океане. Две трети всей рыбы перерабатывалось на плавучих базах.
Реконструировались Рижский, Елгавский, Екабпилсский и Валмиерский мясокомбинаты, построены сыродельный завод в Прейли и завод сухого молока в Краславе (1970), плодоовощеконсервные и мукомольно-крупяные комбинаты, значительное развитие получила комбикормовая промышленность (Рига, Мадона, Валмиера, Иецава, Стенде).

### Горная промышленность
На территории республики промышленное значение имели залежи торфа, известняков, доломита, глины, песка, песчано-гравийного материала. Месторождения торфа (около 6000, наиболее крупные — Лиелайс, Медема, Олгас, Седа, Скребелю-Скрузманю) занимали 8 % территории республики. Около 50 % составлял торф верхового типа, 42 % — низинного, 8 % — смешанного и переходного. Разведанные запасы месторождений (площадь свыше 100 га) составляли 346 млн т (начале 1985). Месторождения гипса (прогнозные ресурсы 715 млн т, месторождения: Сауриеши с запасами 4,1 млн т и Саласпилс — 10,2 млн т) и около г. Бауска (Скайсткалне — 41,6 млн т).

## Энергетика
Энергосистемы Литовской ССР, Латвийской ССР, Эстонской ССР, Белорусской ССР, Ленинградской и Калининградской областей РСФСР входили в состав Объединённой энергосистемы Северо-Запада СССР.
На реке Даугава действовал каскад ГЭС: Плявиньская ГЭС им. В. И. Ленина, Кегумская ГЭС, Рижская ГЭС.
В 1979 году было начато строительство Даугавпилсской ГЭС, которое было остановлено в 1987 году.
Производство электрической и тепловой энергии обеспечивали также Рижские ТЭЦ-1 и ТЭЦ-2.
Топливная промышленность была представлена рядом реконструированных и вновь построенных торфопредприятий — «Седа», «Зилайскалнс», «Стружаны», «Баложи», «Олайне» и др. Торфом обеспечивалось около 10 % потребления топливно-энергетических ресурсов, 75 % потребления составляло топливо, поступающее из других республик СССР (каменный уголь, нефтепродукты, газ).
Мощность электростанций к концу 1975 г. достигла 1600 МВт (в том числе, ГЭС — 1300 МВт и ТЭС — 300 МВт)
В 1962 году в Латвию пришел трубопроводный природный газ с Дашавского месторождения на Украине. В 1968 году был закачан первый газ в Инчукалнское подземное хранилище, ставшее региональным объектом энергообеспечения для Прибалтики. К концу 1980-х годов Латвия полностью обеспечивала из ПХГ зимнее потребление для себя, Эстонии и части северо-западного региона России, получая в летний период газ по магистральной ветке от Изборска. Общая протяженность магистральных газопроводов достигла 1240 км.

## Сельское хозяйство
Сельское хозяйство специализировалось главным образом на молочно-мясном животноводстве и свиноводстве.
К 1946 была осуществлена земельная реформа, созданы первые колхозы, были созданы МТС. Государственный земельный фонд составили 1 517 000 га (в него вошли 605 000 га, конфискованных у 24 448 крупных фермерских хозяйств, земельный надел которых превышал 30 га, а также земли хозяйств, владельцы которых бежали от Красной армии на Запад, и земли конфискованные у «кулаков» и депортированных в Сибирь). Земельные участки получили батраки, безземельные крестьяне-арендаторы, ремесленники и др.
К началу 1946 года было образовано свыше 48 800 новых хозяйств, получивших в пользование 606 000 га земли, 20 897 бедняцким хозяйствам прирезали около 90 000 га. Совхозам, МТС, подсобным хозяйствам предприятий и учреждений было передано более 184 000 га земли. К концу 1948 было создано около 900 колхозов. Земельная реформа проводилась в обстановке «острой классовой борьбы с кулачеством». После массовой депортации в 1949 году, коллективизация стала массовой, к 1 ноября в колхозы вступили 83 % крестьянских хозяйств, к ноябрю 1950 она была в основном завершена. В ходе массовой коллективизации кулачество как класс было ликвидировано, основная масса зажиточных фермеров с семьями депортирована, было коллективизировано 96,1 % всех крестьянских хозяйств (97,3 % земли). Возросла урожайность (1972 г. — в 2,2 раза по сравнению с 1940 г.), широко развернулись мелиоративные работы, все колхозы и совхозы были подключены к государственной энергосети.
Только в 1960-е годы колхозникам начали платить зарплату, а в 1980-е годы материальный уровень жизни сельских жителей превышал уровень жизни горожан.
Количество колхозов и совхозов:
- количество колхозов: около 900 (конец 1948); 1502 (1952)[11]; 595 (1972)[3]; 403 (конец 1975)[6]; 331 (1986)
- количество совхозов: 54 (1952)[11]; 236 (1972)[3]; 230 (конец 1975)[6]; 248 (1986)

Уровень механизации сельского хозяйства:
- количество тракторов: 1,3 тыс. (1940)[6]; 32,2 тыс. (1973)[6]
- количество комбайнов: 7 тыс. (1973)[6];
- количество грузовых автомашин: 18,8 тыс. (1973)[6]

Площадь сельскохозяйственных земель составляла 2,5 млн га, из них:
- пашня — 1,7 млн га,
- сенокосы — 0,2 млн га,
- пастбища — 0,5 млн га.

Сельское хозяйство специализировалось на молочно-мясном скотоводстве и беконном свиноводстве. В 1972 в сельском хозяйстве работало 30 400 тракторов, 6 100 зерноуборочных комбайнов, 16 400. грузовых автомобилей. Сельское хозяйство имело животноводческое направление. Доля животноводства в валовой продукции всего сельского хозяйства 66,4 % (1972), в денежных доходах колхозов 74 % (1972). Поголовье (на 1987 год, в млн голов): крупный рогатый скот — 1,5 (в том числе коров — 0,6), свиней — 1,8, овец и коз — 0,2. Пчеловодство. Посевы зерновых (рожь, пшеница, ячмень), технических (лён-долгунец) и кормовых культур. Овощеводство, картофелеводство. Большое значение имела мелиорация: площадь осушенных земель — 1,985 млн га (1986 год).

## Транспорт
В ЛатССР были развиты железнодорожный, морской и автомобильный транспорт. В 1951 году по инициативе начальника Прибалтийской железной дороги Н. И. Краснобаева с участка (Рига — Кемери) начата электрификация Рижского железнодорожного узла
- общая протяжённость железных дорог: 2,43 тыс. км (1975)[6]; 2,38 тыс. км (1986)
- общая протяжённость автомобильных дорог: 24,2 тыс.км (1975)[6]; 20,5 тыс. км (1986)

- в том числе, с твёрдым покрытием: 13,5 (1975); 17,7 тыс. км (1986)

Торговый флот был оснащён судами новейших конструкций — танкерами, сухогрузными судами (в том числе контейнеровозами), рефрижераторами. Морские порты: Рига, Вентспилс, Лиепая. Судоходство по рекам Лиелупе и Даугава. Трубопроводный транспорт: природный газ поступал по газопроводам из Дашавы (УССР) и Вуктыла (Коми АССР); нефтепровод Полоцк — Вентспилс; нефтепродуктопровод Новополоцк — Вентспилс.
Прямыми авиалиниями Рига была связана с 56 крупными городами страны и с отдельными районными центрами республики.

### Развитие дорожной сети
В 1940 году в Латвии было 11483 км километров дорог, в том числе 326 км асфальтированных, 1779 км гравийных, более 3 тыс. мостов. В 1919 году управление дорог и строительства содержало 703 км дорог с твердым покрытием (асфальтированных и мощеных булыжником).
Во время Второй мировой войны было уничтожено около 1000 км гравийных дорог, 660 мостов, в прифронтовой полосе практически полностью. После войны дороги были разделены на шоссе союзного значения, которые поддерживало Управление шоссейных дорог при Наркомате внутренних дел СССР, и дороги республиканского значения, перешедшие в ведение Главного управления дорог при Совете министров Латвийской ССР. Во многих городах имелись управления той и другой организации.
Бурное развитие дорог началось в 1956 году, с объединением обоих управлений и созданием сначала 21, а затем 26 (по количеству районов республики) эксплуатационных районов. Для производства крупных работ было постепенно создано 11 дорожно-строительных районов. Большое значение имела включение дорог местного значения в государственную дорожную сеть в октябре 1963 года. Протяженность государственных дорог утроилась и достигла нынешних 20000 км, быстро повышалось качество дорог местного значения.
В 1960-е годы развернулась реконструкция дорог: в отдельные годы количество построенных дорог с твёрдым покрытием достигало 220 км, а гравийных — 600 км.
С 1957 года были построены 23 асфальтобетонных завода. Параллельно продолжалось строительство асфальтированных дорог с приготовлением асфальтобетонной смеси на месте. Эти изготовленные в полевых условиях покрытия по сроку службы в 3-5 раз превысили стандартные. Деревянные мосты стремительно заменялись железобетонными. Критически можно оценить применение сборных железобетонных конструкций в строительстве мостов, для чего не была подготовлена материальная база, поэтому сейчас ощущаются негативные последствия применения этой прогрессивной технологии, утверждается на сайте предприятия «Латвийские государственные дороги (Latvijas Valsts ceļi)».
В 1970-80-е годы было построено 19 прорабских участков, 29 производственных баз, 2484 квартиры и 145 индивидуальных домов для работников, а также объекты спорта и отдыха. Все проекты для перечисленных работ выполнил созданный в 1950-е годы Проектный институт, многие конструкции изготовил Комбинат дорожных стройматериалов, светоотражающие дорожные знаки — Елгавское экспериментальное предприятие. В сезон количество работающих на дорогах достигало 10 — 12 тыс. человек. Широко были распространены мероприятия спорта и самодеятельности для работников отрасли.

## Туризм
В послевоенное время продолжили развивать имеющуюся туристическую инфраструктуру, город-курорт Юрмала был одним из самых известных курортов в СССР. К 1972 году в 95 санаторно-курортных учреждениях Юрмалы (23 санатория, 13 пансионатов, 7 домов отдыха и 52 детских учреждения) единовременно отдыхало и лечилось более 240 тысяч человек.